# Četveroborke
Četveroborke (lat. Tetrarogidae), porodica krajnje otrovnih riba iz reda škarpinki (Scorpaeniformes), od kojih od ukupno 40 poznatih i priznatih vrsta sve su osim jedne (Notesthes robusta) stanovnik mora. Ove ribe su grabežljivci s dna gsdje se hrane morskim rakovima i drugim manjim ribama.
Porodica se dijeli na 17 različitih rodova, a od njezinih 40 vrsta svega dvije pripadaju rodu Tetraroge, po kojem je porodica dobila ime, to su Tetraroge barbata i Tetraroge niger. Obje vrste opisao je Cuvier 1829.
prvu vrstu koja pripada ovoj porodici opisao je Linnaeus još 1758, to je Cottapistus cottoides, a posljednja je otkrivena 1990, Ocosia possi.

## Rodovi:
- Ablabys Kaup, 1873
- Centropogon Günther, 1860
- Coccotropsis Barnard, 1927
- Cottapistus Bleeker, 1876
- Glyptauchen Günther, 1860
- Gymnapistes Swainson, 1839
- Liocranium Ogilby, 1903
- Neocentropogon Matsubara, 1943
- Neovespicula Mandrytsa, 2001
- Notesthes Ogilby, 1903
- Ocosia Jordan & Starks, 1904
- Paracentropogon Bleeker, 1876
- Pseudovespicula Mandrytsa, 2001
- Richardsonichthys Smith, 1958
- Snyderina Jordan & Starks, 1901
- Tetraroge Günther, 1860
- Vespicula Jordan & Richardson, 1910

## Vanjske poveznice
|  | Zajednički poslužitelj ima još gradiva o temi Tetrarogidae |
|  | Wikivrste imaju podatke o taksonu Tetrarogidae             |